# Donato Ogliari
Donato Ogliari (Erba, 10 dicembre 1956) è un abate italiano, dall'8 giugno 2022 abate di San Paolo fuori le Mura.

## Biografia
Nasce a Erba, in provincia di Como ed arcidiocesi di Milano, il 10 dicembre 1956. Cresce ad Asso.

### Formazione e ministero sacerdotale
Da giovane entra nell'Istituto missioni Consolata e vi percorre l'iter formativo fino al sacerdozio. Dopo la maturità classica, frequenta due anni di filosofia a Torino e tre anni di teologia a Londra, dove ottiene il diploma di Master of Arts in scienze religiose e il grado canonico di baccalaureato in sacra teologia (S.T.B.).
Il 3 settembre 1978 emette, presso la certosa di Pesio, in provincia di Cuneo, la prima professione religiosa come membro dell'Istituto missioni Consolata.
Il 3 luglio 1982 è ordinato presbitero.
Dopo l'ordinazione prosegue gli studi presso la Katholieke Universiteit Leuven, in Belgio, dove ottiene il baccalaureato in filosofia (B.A.), e i gradi accademici della licenza (S.T.L.) e del Dottorato in sacra teologia (S.T.D./Ph.D.).
Nel 1987 chiede di entrare nell'abbazia di Praglia, in provincia di Padova, per iniziare la vita monastica. L'anno seguente viene destinato all'abbazia della Madonna della Scala di Noci, in provincia di Bari; nel 1992 emette i voti monastici solenni. Nell'abbazia ricopre l'incarico di direttore editoriale della rivista "La Scala", dal 1990 al 2014, di maestro dei novizi, dal 1993 al 1999, e di priore amministratore, dal 2004 al 2006. 
Nel 2006 è eletto abate della medesima comunità pugliese, e il 7 ottobre di quell'anno riceve la benedizione abbaziale.
Inoltre nella Provincia italiana della Congregazione sublacense riveste il ruolo di consigliere, dal 2003 al 2012, e di presidente della Commissione per la formazione, dal 2003 al 2008. Dal 2008 è vicepresidente della Conferenza Monastica Italiana (C.I.M.) e dal 2012 al 2016 è visitatore dei monasteri italiani della Congregazione benedettina sublacense (dal 2013 Congregazione sublacense cassinese).

#### Abate ordinario di Montecassino
Il 23 ottobre 2014 papa Francesco lo nomina abate ordinario di Montecassino, il cui territorio diocesano è contestualmente ristretto agli edifici monastici e alle loro dirette pertinenze; succede a Pietro Vittorelli, dimessosi nel 2013. Il 22 novembre 2014, nella cattedrale di Santa Maria Assunta e San Benedetto abate viene celebrata la messa di insediamento, presieduta dal cardinale Marc Ouellet, prefetto della Congregazione per i vescovi. Durante la stessa celebrazione prende possesso dell'abbazia cassinese, iniziando il suo ministero come 192º abate di Montecassino.
Nel 2015 è eletto, presso la Conferenza Episcopale Italiana, membro della Commissione episcopale per la liturgia, della quale in seguito diviene segretario; nel 2021 è riconfermato nell'incarico.
Nel 2019 gli viene conferito l'incarico di rappresentante a Roma delle tre abbazie laziali (Montecassino, Subiaco e Farfa) nell'ambito del progetto di valorizzazione dei monasteri benedettini in Italia.
Il 31 gennaio 2020 gli viene conferito un dottorato honoris causa in scienze umanistiche e sociali dalla "Vasile Goldis" Western University di Arad.

#### Abate di San Paolo fuori le mura
L'8 giugno 2022 è trasferito, da papa Francesco, come abate a San Paolo fuori le mura. Lo stesso giorno è nominato amministratore apostolico dell'abbazia territoriale di Montecassino, in attesa dell'elezione del successore; mantiene l'incarico fino al 16 marzo 2023, giorno in cui il successore Antonio Luca Fallica è immesso nella carica di abate ordinario.  
Da gennaio 2023 è membro del Consiglio di presidenza della Conferenza Italiana Superiori Maggiori (CISM), mentre nell'aprile 2025 è eletto presidente della Conferenza Monastica Italiana (CIM).
È, inoltre, membro del Dicastero per i vescovi dal 13 luglio 2022 e del Dicastero per gli istituti di vita consacrata e le società di vita apostolica dal 24 giugno 2025.

## Opere
Ha al suo attivo la pubblicazione di numerosi articoli, soprattutto di carattere teologico e spirituale e i seguenti libri:
- (EN) Donato Ogliari, Gratia et certamen. The Relationship between Grace and Free Will in the Discussion of Augustine with the so-called Semipelagians, Lovanio-Parigi-Dudley/MA, Leuven University Press – Peeters Publishers, 2003, ISBN 9789042913516.
- Donato Ogliari, CRUX. Meditazioni sul Venerdì Santo, Bologna, Dehoniane, 2010, ISBN 9788810808399.
- Pelagio. Epistola a Demetriade, collana Testi patristici, Introduzione, traduzione dal latino e note a cura di Donato Ogliari, n. 213, Roma, Città Nuova, 2010, ISBN 9788831182133.
- Donato Ogliari, Per una fede adulta. Alla scuola di san Benedetto, collana Scintillae, n. 7, Noci, La Scala, 2010, ISBN 9788896688052.
- Donato Ogliari, Tempo e spazio. Alla scuola di san Benedetto, collana Scintillae, n. 10, Noci, La Scala, 2012, ISBN 9788896688120.
- Donato Ogliari, San Benedetto e il suo messaggio, Montecassino, 2016.
- Donato Ogliari, Consacrazione e vita monastica, Montecassino, 2016.